# Holttumochloa magica
Holttumochloa magica är en gräsart som först beskrevs av Henry Nicholas Ridley, och fick sitt nu gällande namn av Khoon Meng Wong. Holttumochloa magica ingår i släktet Holttumochloa och familjen gräs. Inga underarter finns listade i Catalogue of Life.